# Region Südost (Senior League Baseball World Series)
Die Region Südost ist eine der fünf Regionen der Vereinigten Staaten, welche Teilnehmer an die Senior League Baseball World Series entsendet. Die Region Südost nimmt schon seit 1961 an diesem Turnier teil, damals noch unter der Bezeichnung Region Süd. 2002 wurde die Region Südwest von der Region Süd abgelöst. 2009 wurde die Region in Südost umbenannt.

## Teilnehmende Staaten

Teilnehmer der Region Südost

Folgende acht Staaten sind in dieser Region organisiert:
- Alabama (seit der Umbenennung keine Mannschaft mehr entsandt)
- Florida
- Georgia
- North Carolina
- South Carolina
- Tennessee
- Virginia
- West Virginia

Da Alabama nach der Umbenennung der Region keine Mannschaft mehr entsandt hat, nahm zwischen 2009 und 2012 der Gastgeber mit einer zusätzlichen Mannschaft am Turnier teil.

## Regionale Meisterschaften
Die jeweiligen Gewinner sind grün markiert.
| Jahr | Gastgeber                                              | Alabama         | Florida                           | Georgia                    | North Carolina                      | South Carolina                  | Tennessee                            | Virginia                         | West Virginia                  |
| ---- | ------------------------------------------------------ | --------------- | --------------------------------- | -------------------------- | ----------------------------------- | ------------------------------- | ------------------------------------ | -------------------------------- | ------------------------------ |
| 2009 | Viera/Suntree LL Melbourne                             | Kein Teilnehmer | North Springs LL Coral Springs    | West Point LL West Point   | South Durham LL Durham              | Northwood LL Greenville         | Clarksville Northwest LL Clarksville | Mechanicsville LL Mechanicsville | Keyser LL Keyser               |
| 2010 | Palm Bay East LL Palm Bay                              | Kein Teilnehmer | Crystal River LL Crystal River    | Elbert County LL Elberton  | Davie County National LL Mocksville | Northwood LL Greenville         | Greeneville LL Greeneville           | Hampton Wythe LL Hampton         | Greater Princeton LL Princeton |
| 2011 | Palm Bay East LL Palm Bay                              | Kein Teilnehmer | Greater Largo LL Largo            | West Point LL West Point   | Southwest Fosyth LL Clemmons        | Darlington County LL Darlington | Clarksville Northwest LL Clarksville | Dumfries District LL Dumfries    | South Berkeley LL Inwood       |
| 2012 | South Beaches/Greater West Melbourne LL Brevard County | Kein Teilnehmer | Greater Largo LL Largo            | Hart County LL Hart County | Wilmington LL Wilmington            | Darlington County LL Darlington | Clarksville Northwest LL Clarksville | Dumfries District LL Dumfries    | Charlestown/Ranson LL Ranson   |
| 2013 | Kein Teilnehmer                                        | Kein Teilnehmer | Plantation Athletic LL Plantation | Martinez-Evans LL Martinez | Walkertown LL Walkertown            | Darlington County LL Darlington | Morristown LL Morristown             | Dumfries District LL Dumfries    | Charlestown/Ranson LL Ranson   |
| 2014 | Kein Teilnehmer                                        | Kein Teilnehmer | Greater Largo LL Largo            | Martinez-Evans LL Martinez | Walkertown LL Walkertown            | Blue Ridge LL Greer             | Spring Hill LL Spring Hill           | Dumfries District LL Dumfries    | Charlestown/Ranson LL Ranson   |
| 2015 |                                                        |                 |                                   |                            |                                     |                                 |                                      |                                  |                                |

## Resultate an den Senior League World Series

### Nach Jahr
| Jahr | Mannschaft                              | Stadt          | Klassierung        | W-L |
| ---- | --------------------------------------- | -------------- | ------------------ | --- |
| 2009 | Northwood LL                            | Greenville     | 3. Platz, Gruppe A | 2–2 |
| 2010 | Palm Bay East LL                        | Palm Bay       | 4. Platz, Gruppe B | 1–3 |
| 2011 | Palm Bay East LL                        | Palm Bay       | 4. Platz, Gruppe B | 1–3 |
| 2012 | South Beaches/Greater West Melbourne LL | Brevard County | 3. Platz (geteilt) | 3–2 |
| 2013 | Martinez-Evans LL                       | Martinez       | 3. Platz (geteilt) | 3–2 |
| 2014 | Dumfries District LL                    | Dumfries       | 3. Platz (geteilt) | 3–2 |
| 2015 |                                         |                |                    |     |

 Stand nach den Senior League World Series 2014

### Nach Staat
| Staat          | Südost Meisterschaften | W-L an den SLWS | %     |
| -------------- | ---------------------- | --------------- | ----- |
| Florida        | 3                      | 5–8             | 0.385 |
| Georgia        | 1                      | 3–2             | 0.600 |
| Virginia       | 1                      | 3–2             | 0.600 |
| South Carolina | 1                      | 2–2             | 0.500 |
| Alabama        | 0                      | 0–0             | –     |
| North Carolina | 0                      | 0–0             | –     |
| Tennessee      | 0                      | 0–0             | –     |
| West Virginia  | 0                      | 0–0             | –     |
| Total          | 6                      | 13–14           | 0.481 |

 Stand nach den Senior League World Series 2014